# Elisa Faber-Procter
Elisabeth Faber-Procter was een 19e-eeuwse West-Afrikaanse slavenhandelaar en zakenvrouw.

## Biografie
Zij was de dochter van slavenhaler Paul Faber uit Charleston, South Carolina en Mary Faber uit Augusta, Georgia, die samen opereerden vanuit Sangha, Rio Pongo, nu Guinee. Beiden behoorden tot de belangrijkste West-Afrikaanse slavenhandelaars van hun tijd en regio.
Elisabeth Faber trouwde met Michael Procter uit Alnwick en stichtte samen met hem de factorij Rapass (nu Rapassi) langs Rio Nunez (Kakandé) in 1833. Later, na de dood van Michael Procter, november 1838, hertrouwde ze rond 1845 met John Nelson Bicaise.
De inheemse bevolking herinnert haar levendig als wrede slavenhandelaar Mamma Lessa en ook haar dochter 'Maire' of Mary Procter. Volgens deze overleveringen waren ze verstokte slavenhandelaars. Zij wordt vermeld in 1843 – 1846 door de supercarga Enoch Ware en ook door Du Crest de Villeneuve, de Franse kapitein van de marinekorvet L'Amaranthe, februari 1848. Deze officier schetste deze mulattin als zeer inlands in zeden en gebruiken. Elisa Faber-Procter mengde zich in de stammentwisten tussen de Nalu en de Landuma en ronselde daarvoor Baga uit de Rio Capatcha.
Later zou zij, aldus de belangrijke Britse zakenman en reder Matthew Forster, Bicaise definitief hebben verlaten. Ze is vóór 1851 overleden.